# Catherine Kousmine
Catherine Kousmine, née le 17 septembre 1904 à Khvalynsk, en Russie, et morte le 24 août 1992 à Lutry, en Suisse, est un médecin suisse d'origine russe.
Surnommée « la prêtresse de l'alimentation saine »,,, elle est l'une des fondatrices de ce qui a été appelé « médecine orthomoléculaire », une pratique à visée thérapeutique basée sur des croyances et dont les effets allégués n'ont pas été prouvés. Elle affirmait notamment que sa méthode, basée sur l'alimentation, était efficace pour soigner certaines affections (cancers, sclérose en plaques et polyarthrite chronique évolutive en particulier).

## Biographie
Originaire d'une famille aisée, Catherine Kousmine et ses parents sont obligés de s'exiler en Suisse en 1918 à cause de la révolution russe. La famille Kousmine s'installe alors sur les bords du lac Léman, à Lutry. Elle obtient son diplôme de médecin en 1928. 
En 1949, elle prétend être parvenue à guérir son premier patient humain cancéreux (atteint d'un réticulosarcome généralisé, selon elle « jugé incurable par la médecine ») grâce à ses méthodes basées sur une alimentation saine. 
Son travail - et en particulier son premier ouvrage - a été très critiqué par certains professionnels de santé.
Un film documentaire, intitulé « Soyez bien dans votre assiette » et réalisé par Alain Bettex, lui est consacré en 1986,. 
Elle a vécu une grande partie de sa vie en Suisse. En février 1989, elle reçoit la bourgeoisie d'honneur de la commune de Lutry.
Une fondation portant son nom est créée en 1987 pour perpétuer ses méthodes. Cette fondation possède des filiales dans plusieurs pays.

## Critiques
Les travaux de Catherine Kousmine n'ont pas reçu l'assentiment de la communauté scientifique. On leur a reproché leur absence de fondements scientifiques, le simplisme des raisonnements tenus, l'absence de méthodologie fiable permettant de juger de l'efficacité de ses méthodes.

## Publications
- Catherine Kousmine, Soyez bien dans votre assiette jusqu'à 80 ans et plus : Les maladies dégénératives, leurs causes, leur gravité, leur fréquence. Comment lutter contre elles ?, Paris, Tchou, 1982, 333 p. (ISBN 2-7107-0158-8).
- Catherine Kousmine, Sauvez votre corps, Paris, Robert Laffont, 1987, 429 p. (ISBN 2-221-05384-2)
- Catherine Kousmine, La sclérose en plaques est guérissable : Histoire clinique de 55 cas de SM, temps d'observation allant de 26 à 19 ans, Neufchâtel ; Paris, Delachaux et Niestlé, 1989, 239 p. (ISBN 2-603-00502-2)
- Catherine Koumine, Philippe-Gaston Besson, Alain Bondil et al., La méthode Kousmine, Genève, Éditions Jouvence, 1989, 208 p. (ISBN 2-88353-001-7)